# Arhopala empesta
Arhopala empesta är en fjärilsart som beskrevs av Corbet 1941. Arhopala empesta ingår i släktet Arhopala och familjen juvelvingar. Inga underarter finns listade i Catalogue of Life.